# Кобилянка (Малопольське воєводство)
Кобилянка (пол. Kobylanka) — село в Польщі, у гміні Горлиці Горлицького повіту Малопольського воєводства.
Населення — 2480 осіб (2011).
У 1975-1998 роках село належало до Новосондецького воєводства.

## Демографія
Демографічна структура станом на 31 березня 2011 року:
|          | Загалом | Допрацездатний вік | Працездатний вік | Постпрацездатний вік |
| -------- | ------- | ------------------ | ---------------- | -------------------- |
| Чоловіки | 1232    | 276                | 823              | 133                  |
| Жінки    | 1248    | 243                | 723              | 282                  |
| Разом    | 2480    | 519                | 1546             | 415                  |